# 阿皮尼亚诺
阿皮尼亚诺（義大利語：Appignano），是意大利马切拉塔省的一个市镇。总面积22平方公里，人口4290人，人口密度195.0人/平方公里（2009年）。ISTAT代码为043003。